# Lynn Johnson
Lynn Johnson é uma maquiadora. Como reconhecimento, foi nomeado ao Oscar 2012 na categoria de Melhor Maquiagem por Albert Nobbs.